# Sirkeci pályaudvar

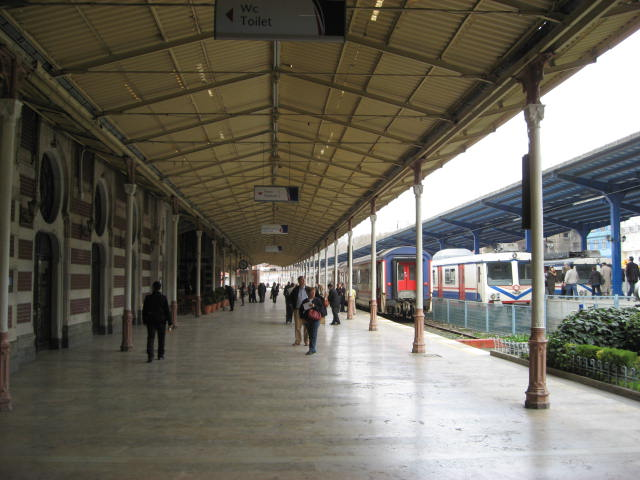
A pályaudvar belülről

A sirkeci pályaudvar Isztambul egyik vasúti pályaudvara, mely Sirkeciben (Fatih, korábban Eminönü, egyik városrésze) található. Ez a pályaudvar volt a végállomása a híres Orient expressznek. Az Atatürk repülőtérrel gyorsvasút köti össze.

## Története
A pályaudvar alapjait 1888-ban rakták le a Hirch báró felügyelete alatt épülő Orient vasútvonal részeként, a megnyitót 1890. november 3-án tartották. Az építőanyagot Franciaországból és Ausztriából szállították. A világításról 300 gázlámpa gondoskodott. A pályaudvarhogy négy étterem és egy sörkert is tartozott.
A sirkeci pályaudvar kötötte össze Isztambult Európával, ma csupán Szalonikit és Bukarestet köti össze a várossal. A pályaudvar az Edirnei helyi vonalat és egy rövidebb ingázóvonalat szolgál még ki.